# 在ミャンマータイ王国大使館

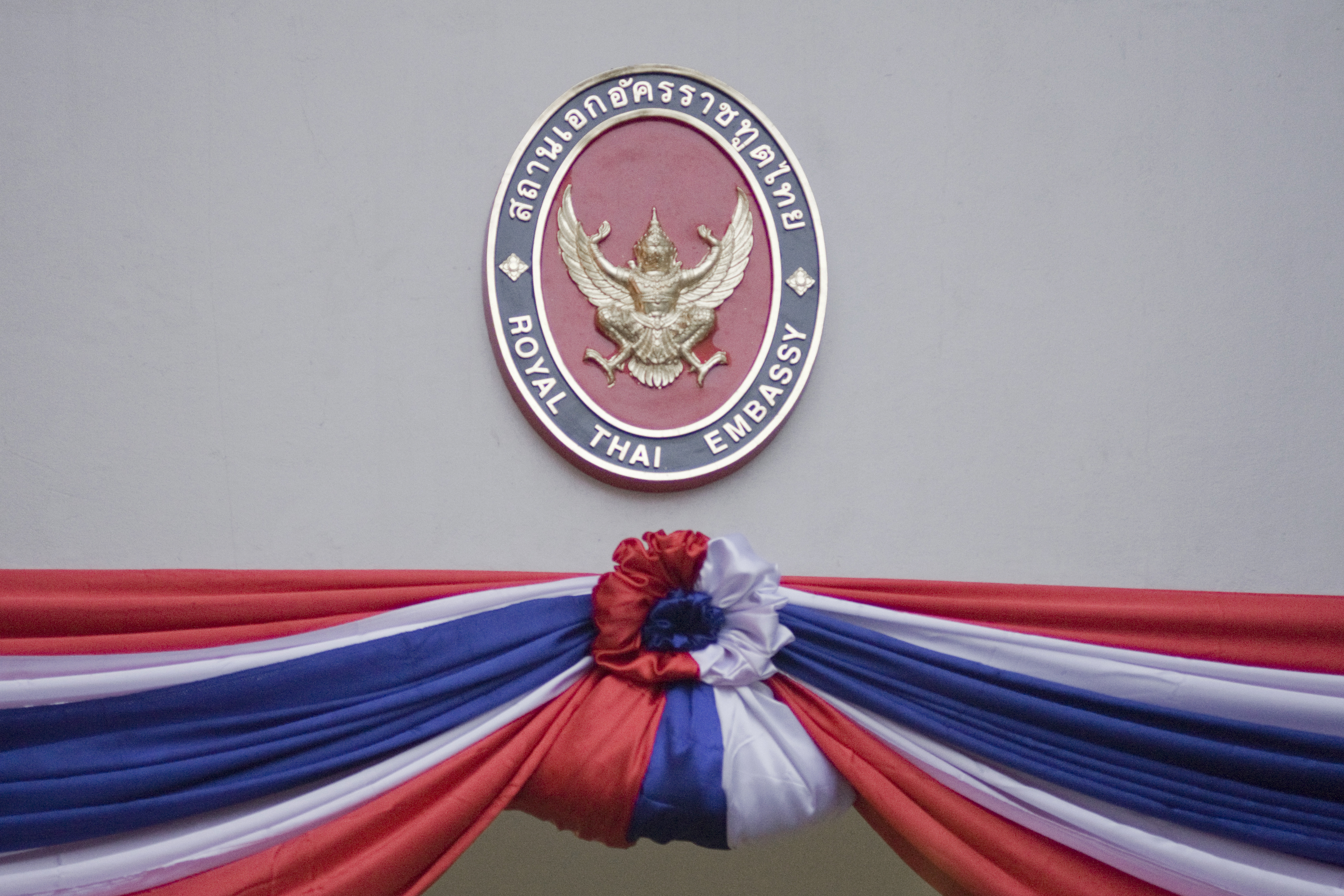
在ミャンマータイ王国大使館のガルーダ紋章

在ミャンマータイ王国大使館（タイ語: สถานเอกอัครราชทูต ณ ประเทศพม่า、英語: Embassy of Thailand in Myanmar / Royal Thai Embassy in Myanmar）は、タイ王国がミャンマーの旧首都にして最大都市ヤンゴン（ラングーン）に設置している大使館である。在ヤンゴンタイ王国大使館（タイ語: สถานเอกอัครราชทูต ณ กรุงย่างกุ้ง、英語: Embassy of Thailand in Yangon / Royal Thai Embassy in Yangon）とも。

## 歴史
1948年1月4日、ビルマ（現・ミャンマー）がイギリスから独立。同年8月24日、タイとビルマの間で外交関係が樹立された。
1949年12月14日、ポット・サラシン首相がビルマの首都ラングーン（現・ヤンゴン）で在ビルマタイ王国大使館（タイ語: สถานเอกอัครราชทูต ณ พม่า、英語: Embassy of Thailand in Burma / Royal Thai Embassy in Burma）を開館した。初代大使はプラヤー・パヒッター・ヌコーン（タイ語: พระพหิทธานุกร、英語: Phraya Bahiddha Nukara）。
1989年6月18日、ビルマが国名をミャンマーに、首都ラングーンをヤンゴンに改称して、これに伴いヤンゴンの大使館も在ミャンマータイ王国大使館となる。
2006年2月17日、ミャンマーの首都がヤンゴンからネピドーに移転したが、タイ王国大使館は引き続き旧首都のヤンゴンに留まっている。

## 所在地
No. 94, Pyay Road, Dagon Township, Yangon

## 大使
2019年より、スパトラー・スリマイトリーピタック（タイ語: สุพัตรา ศรีไมตรีพิทักษ์、英語: Suphatra Srimaitreephitak）が特命全権大使を務めている。